# Odontoxiphidium apterum
Odontoxiphidium apterum är en insektsart som beskrevs av Morse 1901. Odontoxiphidium apterum ingår i släktet Odontoxiphidium och familjen vårtbitare. Inga underarter finns listade i Catalogue of Life.